# Charles Bell
Sir Charles Bell, född 1774 i Doun, Monteath, Edinburgh, död 28 april 1842 i North Hallow, Worcestershire, var en skotsk kirurg, anatom och fysiolog; bror till John Bell och Andrew Bell.
Bell, som var professor i Edinburgh, var en skicklig praktisk kirurg och anatom, men även en framstående författare. År 1821 påstod sig Bell i en skrift ha upptäckt att de främre ryggmärgsrötterna endast innehåller motoriska nerver och de bakre endast sensoriska nerver. Detta förhållande har därför allmänt betecknats som den bellska lagen, trots att det i själva verket var fransmannen François Magendie som gjorde denna upptäckt.
Bell invaldes som Fellow av Royal Society 1826 och tilldelades Royal Medal 1829. Han invaldes 1841 som utländsk ledamot av Kungliga Vetenskapsakademien.